# 指宿豪
指宿 豪（いぶすき ごう、1976年2月18日 - ）は、日本の俳優・脚本家・劇作家・演出家。脚本家・演出家としては「いぶすき ごう」名義で活動している。

## 経歴
2002年に『難波金融伝ミナミの帝王』シリーズを手掛ける監督萩庭貞明氏の演技指導のもと、俳優に。その2年後、東京に進出し劇団東京乾電池にて1年間、研究生として加藤一浩講師に演技を学ぶ。
2018年、初主演映画『狼の詩 〜Ballad of the Wolf〜』が第3回四万十映画祭映像コンペティション短編部門 最優秀賞に選出。

## 主な出演作

### 映画
- SEMI 鳴かない蝉（2003年）
- 難波金融伝ミナミの帝王 〜金貸しの掟〜（2004年 萩庭貞明 監督）
- SS（2008年） - 債権者のヒロ
- 天の茶助（2015年 SABU 監督）
- 狼の詩 Ballad of the Wolf（2018年 寺尾学 監督）主演

### Vシネマ
- 難波金融伝ミナミの帝王〜男たちの過去〜（2004年、萩庭貞明 監督）
- 野獣（クーガ）の城 女囚1316（2004年、萩庭貞明 監督）
- 喧嘩の極意（2008年、OZAWA 監督）
- 修羅の妻(おんな)たち 鉄砲玉の女（2008年） - 借金取り
- 新・首領への道3（2008年） - 鶴政組若頭補佐ヨシノの若衆
- ヤクザ大辞典（2009年、辻裕之 監督） - 吉虎組組員
- 鳳1（2009年、辻裕之 監督） - クラブの店長
- 実録・悪漢（2009年、山村淳史 監督） - ニシカワ（番長）
- 実録・悪漢〜完結編〜（2009年、山村淳史 監督） - ニシカワ（番長）
- ギャングコネクション（2010年、金澤克次 監督） - 梁山会組員
- 実録・侠魂（2011年、金澤克次 監督） - 五代目黒崎組組員
- 極サギ（2014年、仰木豊 監督）
- ヒロミくん!4 全国総番長への道〜母を探して放浪記〜（2015年、宮坂武志 監督）
- 極道たちの野望1,2（2016年、宮坂武志 監督） - 五十嵐組鮫島組組員 蔵田剛士
- 覇者の掟 第一章（2018年、片岡修二 監督） - 弘和会黒岩組組長 黒岩忠則

### 配信ドラマ
- 欲望の街 No.7 運び屋という名の闇バイト（2025年、宮坂武志 監督） - 崟勢会の構成員 松山哲男

### テレビドラマ
- ドラマ24 エリートヤンキー三郎（2007年、テレビ東京） - 荒生健介
- おせん 第8話（2008年6月10日、日本テレビ）
- ギラギラ 第7話（2008年11月28日、テレビ朝日）
- 相棒season13 第5話「最期の告白」（2014年11月12日、テレビ朝日）

### インターネット ドラマ
- カンニングの恋愛中毒 小沢くんスペシャル（GYAO!）

### 舞台
- TVロード〜劇団・東京乾電池卒業公演〜（加藤一浩 演出）
- SO WHAT II〜あなたの中の堕落〜（佐藤伸之 演出）
- こどもぎらいのベビーシッター（いぶすきごう 原作・演出）
- 銀座の恋人たち〜君を忘れない〜（いぶすきごう 原作・演出）
- 悲しみの時効〜消せない心の涙〜（いぶすきごう 原作・主演）（西科仁 演出）
- 愛しの バックストリート（萩庭貞明 演出）
- 素敵なウェディングプランナー 幸せの香り（原作・有賀明美）（いぶすきごう 脚本・演出）（西科仁 演出）
- 人生の春は何度もやってくる〜努力すれば、なんくるないさ〜（原作・安里賢次）（いぶすきごう 脚本・演出）（西科仁 演出）
- 希望の色〜君の顔を、希望の色に（原作・倉科遼）（高梨由 脚本・演出）
- 灯〜tomoshibi〜あなたの目に映る人生は（いぶすきごう 原作・演出）（宮川高幸 演出）
- 女帝（2018年5月、CBGKシブゲキ!!）